# Under Grand Hotel
Under Grand Hotel (アンダーグランドホテル?, Andāguraundo hoteru)  è un manga yaoi di Mika Sadahiro. Pubblicato originariamente da Sanwa Publishing nel 2003, il titolo ha avuto una riedizione a cura di Futabasha nel 2009. In Italia il manga è stato edito da Magic Press Edizioni.

## Trama
Trenta metri sotto Long Island si trova la prigione di massima sicurezza "Underground Hotel", chiamata ironicamente dai detenuti "Under Grand Hotel". In questo luogo spietato si ritrova a scontare la pena di omicidio Sen Owari, giapponese che sperimenta fin dai suoi primi giorni in prigione la violenza del posto. Il suo compagno di cella, Lain Brody, dalle fattezze angeliche, gli fa violenza con un mocio da pavimenti e poi tenta di annegarlo. Sen viene salvato dalla figura di spicco fra i detenuti: l'afroamericano Swordfish, ex boss nel traffico di droga. Sword, nonostante il carattere orgoglioso e ritroso di Sen, rimane colpito dal giapponese e perciò prende il posto di Lain.
Sen inizialmente rifiuta le attenzioni di Sword, ma ben presto capisce che l'unico modo per non subire violenze ed avere la peggio è concedersi a Sword e diventare il suo compagno fisso. Col tempo tra i due nasce un rapporto che va oltre il mero desiderio sessuale e Sen, anche di fronte alle avanches e alle proposte di figure come il sensuale Norman Hayes o il calcolatore direttore del carcere Mutō, diventerà il più fedele partner di Sword.

## Volumi
| Nº | Titolo italiano Giapponese 「Kanji」 - Rōmaji                            | Data di prima pubblicazione                            | Data di prima pubblicazione             |
| Nº | Titolo italiano Giapponese 「Kanji」 - Rōmaji                            | Giapponese                                             | Italiano                                |
| 1  | Under Grand Hotel 1 「アンダーグランドホテル1」 - Andāguraundo hoteru    | 25 aprile 2003 (Sanwa Publishing) ISBN 978-4883561759  | 28 febbraio 2015 ISBN 978-88-7759-770-0 |
| 2  | Under Grand Hotel 2 「アンダーグランドホテル 2」 - Andāguraundo hoteru 2 | 25 maggio 2004 (Sanwa Publishing) ISBN 978-4883562534  | 28 marzo 2015 ISBN 978-88-7759-771-7    |
| 3  | Under Grand Hotel 3 「アンダーグランドホテル 3」 - Andāguraundo hoteru 3 | 25 ottobre 2005 (Sanwa Publishing) ISBN 978-4883563340 |                                         |